# Serieåret 2018

## Pristagare
- Adamsonstatyetten: Per Demervall

## Utgivning
- Närmare kommer vi inte av Anneli Furmark och Monika Steinholm
- Drömmen om Europa av Fabian Göransson
- Psycho girl av Agnes Jakobsson
- Festens charmigaste tjej av My Palm
- Alltid fucka upp av Moa Romanova
- Einsteins nya fru av Liv Strömquist (samlade serier)
- Scandorama av Hannele Mikaela Taivassalo och Catherine Anyango Grünewald

## Avlidna
- 27 januari - Mort Walker, 94, amerikansk serieskapare[1]
- 29 juni - Steve Ditko, 90, amerikansk serieskapare[2]
- 12 november - Stan Lee, 95, amerikansk serietecknare och medgrundare till Marvel[3]